# Port Costa School
La Port Costa School est une ancienne école américaine à Port Costa, dans le comté de Contra Costa, en Californie. Le bâtiment qui l'accueillait est inscrit au Registre national des lieux historiques depuis le 25 mai 1988.